# باشگاه ورزشی حطین
باشگاه ورزشی حطین (عربی: نادي حطين الرياضي) یک باشگاه فوتبال سوریِ مستقر در لاذقیهٔ سوریه است. این باشگاه در سال ۱۹۴۵ تأسیس شد.

## دستاوردها
- جام سوریه: ۱
  - قهرمان: ۲۰۰۱

## عملکرد در رقابت‌های کنفدراسیون فوتبال آسیا
- جام برندگان جام آسیا: ۱ حضور

۲۰۰۱–۲۰۰۰: دور دوم